# Indopacetus pacificus
El zifio de Longman (Indopacetus pacificus), también conocido como zifio Indo-Pacífico es una especie de cetáceo odontoceto de la familia Ziphidae. Se consideró hasta hace poco el cetáceo más raro del mundo, lugar que hoy ocupa el zifio de Travers (Mesoplodon traversii).
La especie ha tenido una larga historia plagada de errores de identificación, que ahora están en su mayoría resueltos. Su descripción comenzó con un cráneo encontrado en Queensland, Australia, pero algunas autoridades dudaban si se trataba de una nueva especie de zifio o correspondía a hembra de alguna especie ya descrita. Los restos de otro cráneo de zifio encontrado en Danae, Somalia, estudiado por biólogo Joseph C. Moore demostraron que efectivamente se trataba de una nueva especie. Sin embargo, hubo un considerable debate en cuanto a si la ballena pertenecía al género Mesoplodon o no.
El siguiente acontecimiento importante ocurrió cuando se encontraron seis restos de zifios en las islas Maldivas, en el año 2000.
Los análisis del ADN han demostrado que el zifio de Longman es probable una género independiente de zifio, el género Indopacetus.

## Descripción
La descripción de esta especie solo se base en restos varados en costas. Son bastante parecidos a los zifios del género Mesoplodon. Poseen un hocico corto y una aleta dorsal inusualmente larga para los zifios. Aún no se han encontrado varados especímenes adultos masculinos de esta especie,  pero los avistamientos indican que no tienen un melón bulboso. 
De color oscuro, va degradando de tonalidad de craneal a caudal rápidamente a tonos a grises y luego blancos. 
Respecto a la longitud, los restos de hembras varados en las islas Maldivas alcanzaron los es de 6 m. En una investigación reciente una joven bióloga descubrió que el zifio de Logman y el calderón tropical son la misma especie 

## Población y distribución
Al parecer su distribución de extiende desde el Océano Índico y del sur de África occidental a las Maldivas, con una gama Pacífico se extiende desde Australia hasta Japón.
No existen estimaciones de su población.